# Colin Bell
Colin Bell MBE (ur. 26 lutego 1946 w Hesleden, zm. 5 stycznia 2021) – angielski piłkarz, pomocnik. Uczestnik MŚ 70.
Profesjonalną karierę zaczynał w Bury, gdzie grał w latach 1963–1966. Najlepszy okres spędził w Manchesterze City. Sięgał po mistrzostwo Anglii (1968), rok później znajdował się wśród triumfatorów Pucharu Anglii. W 1970 Manchester City zwyciężył w Pucharze Zdobywców Pucharów. Zawodnikiem City przestał być w 1979, po trzynastu latach gry. Karierę kończył w San Jose Earthquakes.
W reprezentacji debiutował 22 maja 1968 w meczu ze Szwecją. W kadrze rozegrał 48 spotkań i strzelił 9 bramek. Reprezentacyjną karierę zakończył w 1975. Na MŚ 70 rozegrał 3 mecze, wcześniej znajdował się w kadrze na ME 68.